# Estação Pinar de Chamartín
Pinar de Chamartín é um entroncamento metroviário e uma estação terminal das linhas 1 e 4 do Metro de Madrid. É também uma das estações terminais da Linha 1 do metro ligeiro .

## História
A estação foi inaugurada em 11 de abril de 2007 para as duas linhas de metrô e 24 de maio para o sistema de metrô leve.

## Localização

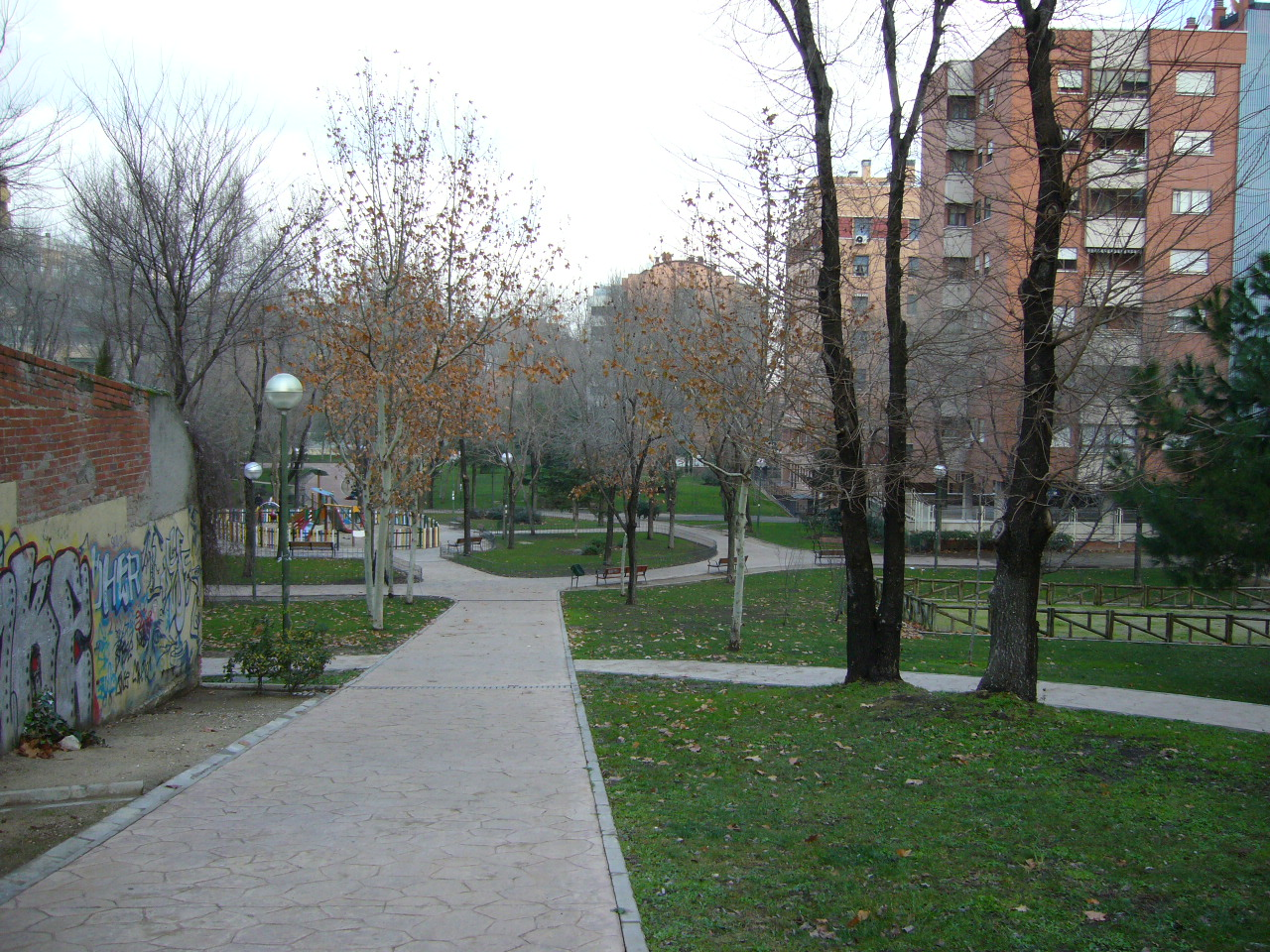
Parque Pinar de Chamartín.

Chamartín é um dos distritos de Madrid. Arturo Soria (1844 — 1920) que dá o nome a rua aonde esta localizada a estação, foi um político, empresário e urbanista espanhol.

## Acessos
Acesso Pinar de Chamartín
- Arturo Soria Calle de Arturo Soria com Arturo Soria, 330
- Elevador Calle de Arturo Soria, 330

## Galeria de fotos

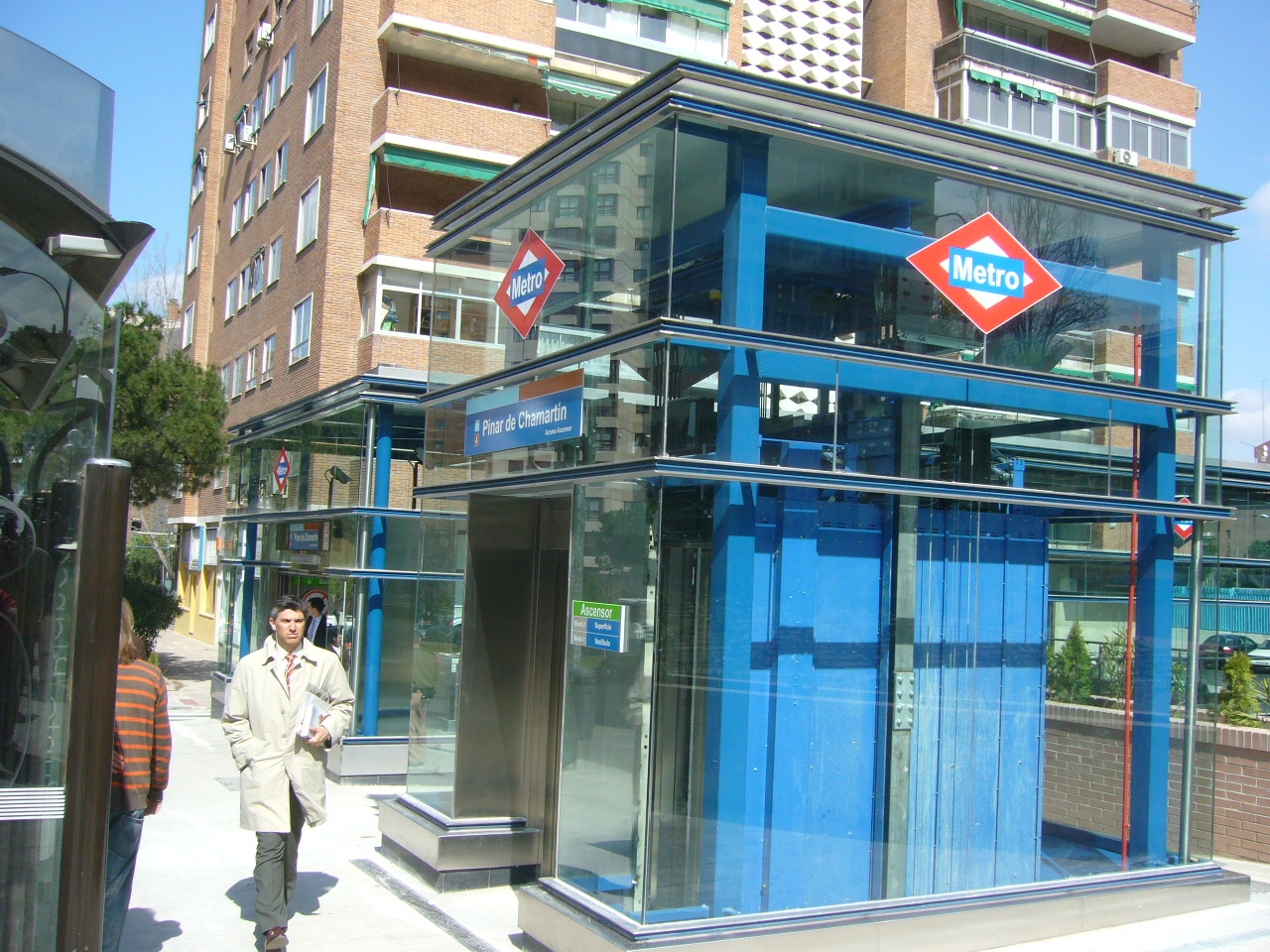
Elevadores de acesso à estação.
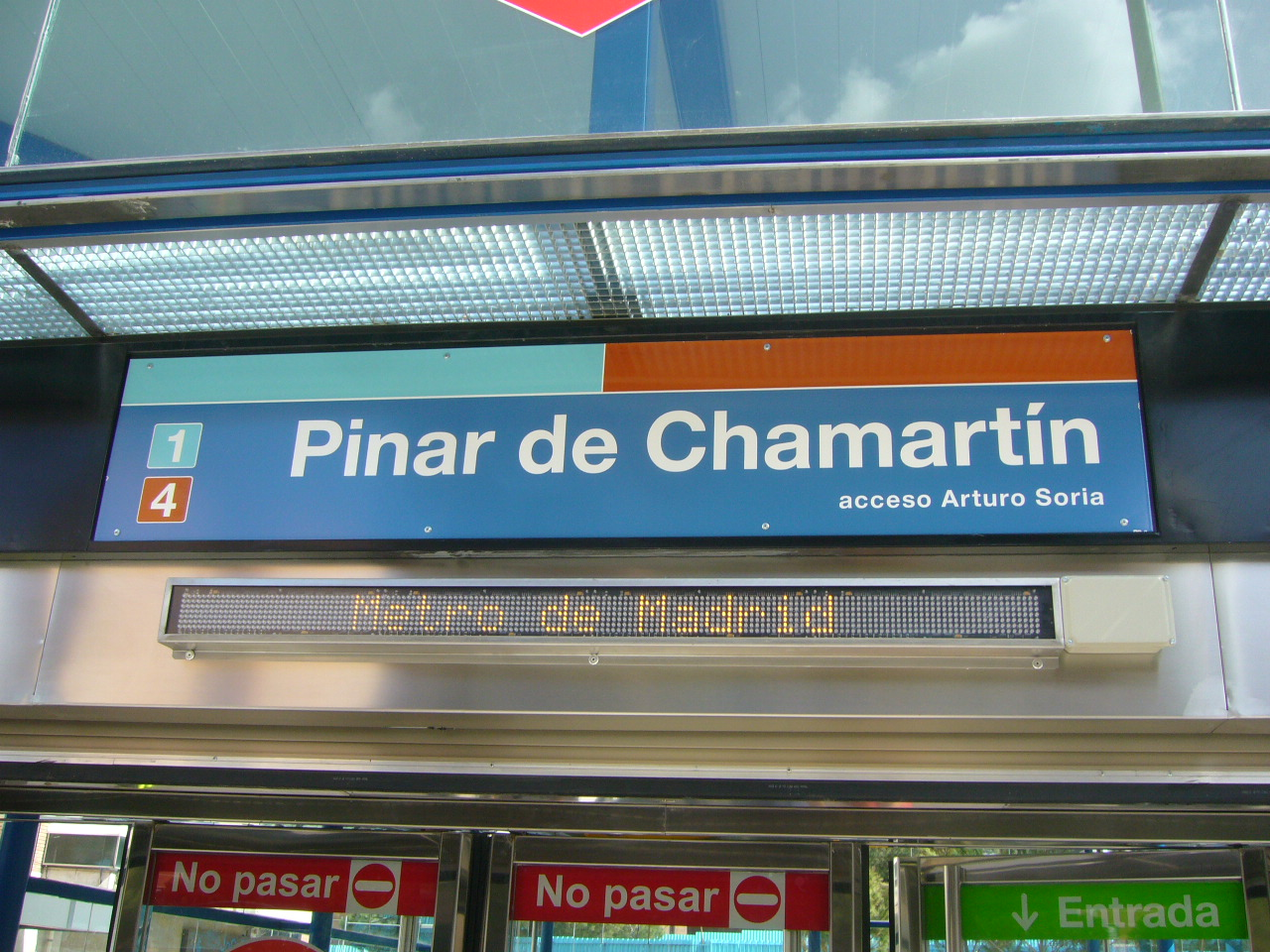
Sinalização de indicação de acessos.
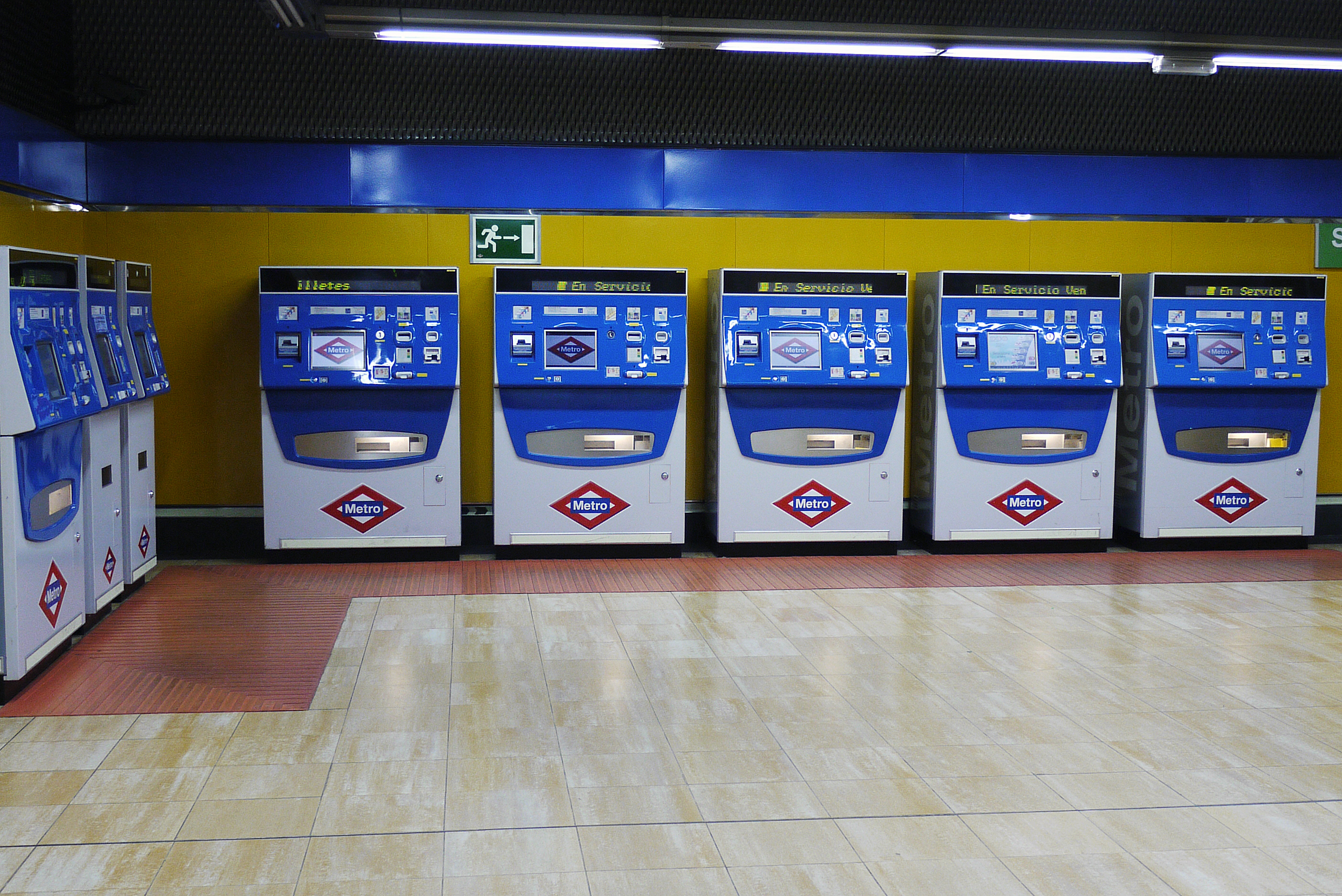
Máquinas de venda automática de bilhetes.